# Singapore op de Olympische Zomerspelen 1992
Singapore nam deel aan de Olympische Zomerspelen 1992 in Barcelona, Spanje. Net als bij de vorige editie won de stadstaat geen medailles.

## Deelnemers en resultaten

### Badminton
| Olympiër              | Discipline     | Resultaat | Prestatie                                                                                      |
| --------------------- | -------------- | --------- | ---------------------------------------------------------------------------------------------- |
| Hamid Khan            | enkelspel (m)  | 17e       | 1ste ronde: W van BEL Vanneste: 2-0 (15-11, 15-3) 2de ronde: V van HKG Chan: 0-2 (13-18, 3-15) |
| Donald Koh            | enkelspel (m)  | 33e       | 1ste ronde: V van INA Budikusuma: 0-2 (2-15, 2-15)                                             |
| Hamid Khan Donald Koh | dubbelspel (m) | 17e       | 1ste ronde: V van DEN Paulsen/Svarrer: 0-2 (1-15, 5-15)                                        |
|                       |                |           |                                                                                                |
| Zarinah Abdullah      | enkelspel (v)  | 17e       | 1ste ronde: W van POL Wilk: 2-0 (11-5, 15-3) 2de ronde: V van JPN Mizui: 0-2 (5-15, 4-15)      |

### Judo
| Olympiër    | Discipline | Resultaat | Prestatie                               |
| ----------- | ---------- | --------- | --------------------------------------- |
| Ho Yen Chye | +95kg (m)  | 21e       | 1ste ronde: V van ITA Venturelli: ippon |

### Schermen
| Olympiër   | Discipline | Resultaat | Prestatie |
| ---------- | ---------- | --------- | --- |
| Tan Ronald | degen (m)  | 58e       | 1ste ronde groep 9: 6de V van HUN Kovács: 1-5 V van EST Kaaberma: 3-5 V van KOR Jang: 1-5 V van USA Normile: 0-5 V van AUS Davidson: 1-5 W van POL Gadomski: 5-4    |
| Wong James | degen (m)  | 57e       | 1ste ronde groep 10: 6de W van EUN Kolobkov: 5-2 V van SWE Lundblad: 2-5 V van GER Schmitt: 1-5 W van EST Zuikov: 5-3 V van ARG di Tella: 4-5 V van POR Frazão: 1-5 |
| Tan Ronald | floret (m) | 65e       | 1ste ronde groep 1: 7de V van CHN Ye: 1-5 V van GER Weidner: 2-5 V van EUN Grigoryev: 1-5 V van USA Marx: 0-5 V van KOR Kim: 2-5 V van PHI Torres: 1-5              |
| Wong James | floret (m) | 50e       | 1ste ronde groep 3: 7de V van HUN Érsek: 3-5 V van GBR Davis: 2-5 V van GER Wagner: 3-5 V van USA Bravin: 1-5 V van PAR da Ponte: 4-5 V van AUT Richter: 2-5        |

### Schietsport
| Olympiër       | Discipline | Resultaat | Prestatie                                              |
| -------------- | ---------- | --------- | ------------------------------------------------------ |
| Ch'ng Seng Mok | trap       | 48e       | kwalificatie: 48ste met 134 punten (21-21-23-24-22-23) |

### Zeilen
| Olympiër                  | Discipline | Resultaat | Prestatie                             |
| ------------------------- | ---------- | --------- | ------------------------------------- |
| Chan Joseph Siew Shaw Her | 470 (m)    | 34e       | 192,0 punten: (24-30-DSQ-35-11-20-36) |

### Zwemmen
| Olympiër     | Discipline           | Resultaat | Prestatie                     |
| ------------ | -------------------- | --------- | ----------------------------- |
| Kenneth Yeo  | 50m vrije slag (m)   | 56e       | serie 4: 6de in 25,29         |
| Kenneth Yeo  | 100m vrije slag (m)  | 56e       | serie 4: 6de in 54,44         |
| Kenneth Yeo  | 200m vrije slag (m)  | 39e       | serie 3: 3de in 1.57,80       |
| Kenneth Yeo  | 400m vrije slag (m)  | 43e       | serie 2: 8ste in 4.13,45      |
| Gary Tan     | 200m rugslag (m)     | 38e       | serie 1: 1ste in 2.11,36      |
| Desmond Koh  | 200m schoolslag (m)  | 32e       | serie 3: 3de in 2.21,87       |
| Gary Tan     | 100m vlinderslag (m) | 51e       | serie 3: 4de in 58,21         |
| Gary Tan     | 200m vlinderslag (m) | 37e       | serie 2: 2de in 2.06,41       |
| Desmond Koh  | 200m wisselslag (m)  | 31e       | serie 4: 5de in 2.07,16       |
| Gary Tan     | 200m wisselslag (m)  | 40e       | serie 3: 5de in 2.11,14       |
| Desmond Koh  | 400m wisselslag (m)  | 21e       | serie 1: 1ste in 4.28,95 (NR) |
|              |                      |           |                               |
| May Ooi      | 50m vrije slag (v)   | 46e       | serie 2: 6de in 28,77         |
| Joscelin Yeo | 50m vrije slag (v)   | 34e       | serie 2: 1ste in 27,36        |
| Joscelin Yeo | 100m vrije slag (v)  | 33e       | serie 1: 1ste in 58,93        |
| May Ooi      | 200m vrije slag (v)  | 36e       | serie 2: 7de in 2.13,20       |
| Joscelin Yeo | 200m vrije slag (v)  | 28e       | serie 2: 4de in 2.07,09       |
| May Ooi      | 400m vrije slag (v)  | 32e       | serie 1: 4de in 4.37,77       |
| Joscelin Yeo | 400m vrije slag (v)  | 28e       | serie 1: 2de in 4.29,76       |
| May Ooi      | 800m vrije slag (v)  | DNS       | serie 1: niet gestart         |
| May Ooi      | 100m vlinderslag (v) | 34e       | serie 2: 2de in 1.04,14       |
| Joscelin Yeo | 100m vlinderslag (v) | 31e       | serie 2: 1ste in 1.03,82      |
| May Ooi      | 200m vlinderslag (v) | 32e       | serie 1: 5de in 2.26,97       |
| May Ooi      | 200m wisselslag (v)  | 36e       | serie 2: 7de in 2.27,62       |
| Joscelin Yeo | 200m wisselslag (v)  | 33e       | serie 2: 5de in 2.25,32       |
| May Ooi      | 400m wisselslag (v)  | 30e       | serie 1: 7de in 5.08,19       |

Albanië · Algerije · Amerikaanse Maagdeneilanden · Amerikaans-Samoa · Andorra · Angola · Antigua en Barbuda · Argentinië · Aruba · Australië · Bahama's · Bahrein · Bangladesh · Barbados · België · Belize · Benin · Bermuda · Bhutan · Bolivia · Bosnië en Herzegovina · Botswana · Brazilië · Britse Maagdeneilanden · Bulgarije · Burkina Faso · Canada · Centraal-Afrikaanse Republiek · Chili · China · Chinees Taipei · Colombia · Congo-Brazzaville · Cookeilanden · Costa Rica · Cuba · Cyprus · Denemarken · Djibouti · Dominicaanse Republiek · Duitsland · Ecuador · Egypte · El Salvador · Equatoriaal-Guinea · Estland · Ethiopië · Fiji · Filipijnen · Finland · Frankrijk · Gabon · Gambia · Gezamenlijk team · Ghana · Grenada · Griekenland · Groot-Brittannië · Guam · Guatemala · Guinee · Guyana · Haïti · Honduras · Hongarije · Hongkong · Ierland · IJsland · India · Indonesië · Irak · Iran · Israël · Italië · Ivoorkust · Jamaica · Japan · Jemen · Jordanië · Kaaimaneilanden · Kameroen · Kenia · Koeweit · Kroatië · Laos · Lesotho · Letland · Libanon · Libië · Liechtenstein · Litouwen · Luxemburg · Madagaskar · Malawi · Malediven · Maleisië · Mali · Malta · Marokko · Mauritanië · Mauritius · Mexico · Monaco · Mongolië · Mozambique · Myanmar · Namibië · Nederland · Nederlandse Antillen · Nepal · Nicaragua · Nieuw-Zeeland · Niger · Nigeria · Noord-Korea · Noorwegen · Oeganda · Oman · Oostenrijk · Pakistan · Panama · Papoea-Nieuw-Guinea · Paraguay · Peru · Polen · Portugal · Puerto Rico · Qatar · Roemenië · Rwanda · Saint Vincent‑Grenadines · Salomonseilanden · Samoa · San Marino · Saoedi-Arabië · Senegal · Seychellen · Sierra Leone · Singapore · Slovenië · Soedan · Spanje · Sri Lanka · Suriname · Swaziland · Syrië · Tanzania · Thailand · Togo · Tonga · Trinidad en Tobago · Tsjaad · Tsjecho-Slowakije · Tunesië · Turkije · Uruguay · Vanuatu · Venezuela · Verenigde Arabische Emiraten · Verenigde Staten · Vietnam · Zaïre · Zambia · Zimbabwe · Zuid-Afrika · Zuid-Korea · Zweden · Zwitserland · Onafhankelijke olympische deelnemers